# اكتشاف وتطوير مثبطات التيوبيولين
مثبطات التيوبيولين هي نوع من مثبطات التفتل تُستخدم كأدوية علاج كيميائي تتداخل بشكل مباشر مع نظام التيوبيولين، على عكس أدوية العلاج الكيميائي التي تعمل على الحمض النووي. تلعب الأنيبيات الدقيقة دورًا مهمًا في الخلايا حقيقية النواة. اكتسبت ألفا-تيوبيولين وبيتا-تيوبيولين (Alpha- و beta-tubulin)، والتي هي المكونات الرئيسية للأنيبيات الدقيقة، اهتمامًا كبيرًا بسبب وظيفتها وخصائصها الفيزيائية الحيوية وأصبحت موضوع دراسة مكثفة في الآونة الآخيرة، خاصةً فيما يتعلق بدراسات السرطان. يمكن أن تؤثر إضافة ربيطات التيبيولين على استقرار الأنيبيات الدقيقة ووظيفتها، بما في ذلك الانقسام الفتيلي وحركة الخلية ونقل العضيات داخل الخلايا. أثارت الجزيئات التي ترتبط بالتيبيولين اهتمامًا كبيرًا بعد إدخال التاكسانات في علم الأورام السريري والاستخدام العام لقلويات العناقية. تمنع هذه المركبات الانقسام الخلوي عن طريق الارتباط ببروتين التوبولين في المغزل الانقسامي ومنع البلمرة أو إزالة البلمرة في الأنيبيات الدقيقة. ولذلك فإن مثبطات التيوبيولين قد تكون فعالة في علاج السرطان عن طريق إيقاف نموه وتطوره. تقتل مثبطات التيوبيولين الخلايا السرطانية عن طريق تثبيط ديناميكيات الأنيبيات الدقيقة اللازمة لفصل الحمض النووي وبالتالي منع وتثبيط انقسام الخلايا السرطانية. تتم مشاركة آلية العمل هذه أيضًا مع عامل كيميائي طبيعي آخر يسمى الكولشيسين.

## التاريخ
أول مركب كيميائي معروف يرتبط بالتيوبيولين هو الكولشيسين، وقد تم عزله من زعفران الخريف، المُسمى اللحلاح الخريفي، ولكن لم يتم استخدامه لعلاج السرطان آنذاك. كانت أول الأدوية المضادة للسرطان المعتمدة للاستخدام السريري هي القلويات العناقية، فينبلاستين وفينكريستين في الستينيات. تم عزلهم من مستخلصات أوراق نبات Catharanthus roseus (Vinca rosea) في جامعة ويسترن أونتاريو عام 1958. ينتمي العقار الأول إلى التاكسانات والباكليتاكسيل، المكتشفة في مقتطفات من لحاء شجرة الطقسوس، تاكسوس بريفيفوليا، في عام 1967 من قبل مونرو وول ومانسوخ واني، ولكن نشاط تثبيط التيوبيولين لم يكن معروفًا حتى عام 1979. أشجار الطقسوس هي مصدر فقير لنشاط هذه العوامل مما حدّ من تطور التاكسانات لأكثر من 20 عامًا حتى اِكتُشفت طريقة الاصطناع. في ديسمبر 1992 تمت الموافقة على باكليتاكسيل لاستخدامه في العلاج الكيميائي.

## التيوبيولين ونظام الأنيبيات الدقيقة

### الوظيفة

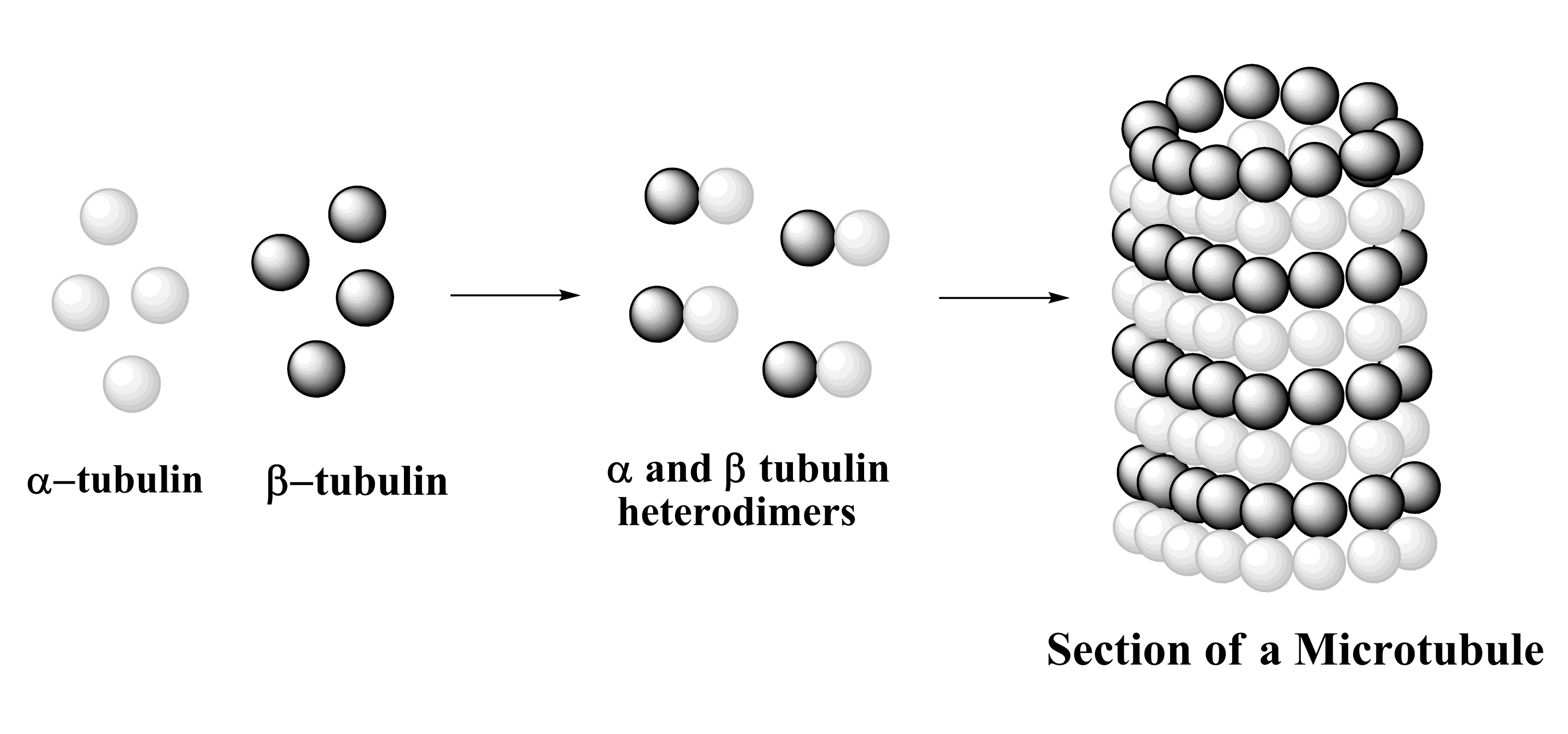
تشكل الأنيبيات الدقيقة

الأنيبيات الدقيقة هي المكونات الرئيسية للهيكل الخلوي للخلايا حقيقية النواة ولها دور مهم في الوظائف الخلوية المختلفة مثل الهجرة داخل الخلايا والنقل، والحفاظ على شكل الخلية، والقطبية، وتأشير الخلية والانقسام. تلعب هذه الأنيبيات دورًا في منتهى الأهمية في عملية انقسام الخلايا من خلال المشاركة في حركة الكروموسومات وربطها خلال مراحل مختلفة من الانقسام. لذلك، تعتبر ديناميكيات الأنيبيات الدقيقة هدفًا مهمًا لتطوير الأدوية المضادة للسرطان.

## آلية العمل
العوامل التي تعمل كمثبطات للتوبيولين، تعمل أيضًا كمثبطات لانقسام الخلايا (مثبطات التفتل). تتواجد الأنيبيات الدقيقة في حالة ديناميكية مستمرة من النمو والتّقصر عن طريق الارتباط القابل للانعكاس والتفكك لمغاير α / β-tubulin في كلا الطرفين.  يعد هذا السلوك الديناميكي والتحكم الناتج في طول الأنيبيب الدقيق أمرًا حيويًا للتشغيل السليم للمغزل التفتلي في الانقسام، أي انقسام الخلايا.
تشارك الأنيبيات الدقيقة في مراحل مختلفة من دورة الخلية.  أثناء المرحلة الأولى من دورة الخلية والتي تُسمى الطور التمهيدي، تبدأ الأنيبيات الدقيقة اللازمة لانقسام الخلية في التكون والنمو باتجاه الكروموسومات التي تشكلت حديثًا وتشكل حزمة من الأنيبيات الدقيقة تسمى بالمغزل التفتلي.  خلال مرحلة طليعة الطور الاستوائي والطور الاستوائي، يربط هذا المغزل نفسه بالكروموسومات عند نقطة معينة تسمى الحيز الحركي ويخضع لعدة فترات نمو وتقصر في ضبط مع ذبذبات الكروموسومات ذهابًا وإيابًا. في طور الصعود أيضًا، تحافظ الأنيبيات الدقيقة المتصلة بالكروموسومات على عملية تقصير وإطالة منظمة بعناية. وبالتالي فإن وجود دواء يمكنه كبت ديناميكيات الأنابيب الدقيقة كافٍ لمنع دورة الخلية بالكامل ويؤدي إلى موت الخلايا عن طريق الاستماتة.

وهكذا تعمل مثبطات التيوبيولين بالتدخل في ديناميكيات الأنيبيات الدقيقة، أي النمو (البلمرة) والتقصر (إزالة البلمرة).  تعمل فئة واحدة من المثبطات عن طريق تثبيط بلمرة التيوبيولين لتشكيل الأنيبيات الدقيقة وتسمى مثبطات البلمرة مثل نظائر الكولشيسين والقلويات العناقية.  هذا النوع من المثبطات يقلل من كتلة البوليمر المايكروتيوبل في الخلايا عند التركيز العالي وتعمل كعوامل مزعزعة لاستقرار الأنيبيات. تعمل الفئة الأخرى من المثبطات عن طريق تثبيط إزالة بلمرة التوبولين المبلمر وتزيد من كتلة بوليمر الأنيبيات الدقيقة في الخلايا.  تعمل كعوامل مثبتة للأنيييات وتسمى مثبطات إزالة البلمرة مثل نظائر باكليتاكسيل. يبدو أن هذه الفئات الثلاث من الأدوية تعمل بآلية مختلفة قليلاً.

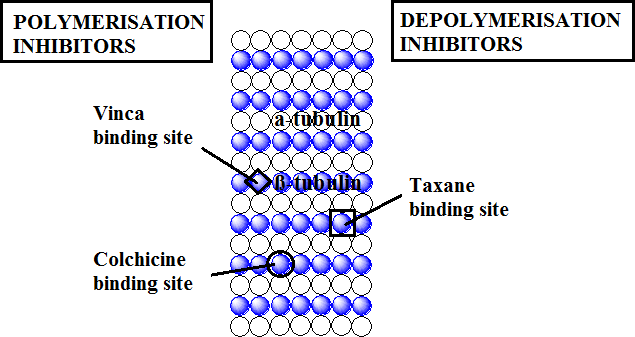
موقع ارتباط مُثبطات التيوبيولين.

تعمل نظائر الكولشيسين على منع انقسام الخلايا عن طريق تعطيل الأنيبيات الدقيقة. تم الإبلاغ عن أن الوحدة الفرعية β للتوبيولين (بيتا تيوبيولين) تتدخل في ارتباط الكولشيسين بالبروتين المعني. يرتبط الكولشيسين بالتوبيولين القابل للذوبان لتشكيل مركب يُسمى معقد كولشيسين-توبيولين. يخضع هذا المركب جنبًا إلى جنب مع التيوبيولينات الطبيعية للبلمرة لتشكيل الأنيبيات الدقيقة.  

## أدوية ربط التيوبيولين
اكتسبت الجزيئات القادرة على الارتباط بالتيوبولين اهتمامًا كبيرًا بين العوامل السامة للخلايا نظرًا لنجاحها في علم الأورام السريري. وهي تختلف عن الأدوية الأخرى المضادة للسرطان في طريقة عملها لأنها تستهدف الجهاز المغزلي وليس الحمض النووي (الدنا). تم تصنيف عقاقير ربط التيوبيولين على أساس طريقة عملها وموقع الارتباط. يوجد نوعان أساسيان لهذة العقاقير:

### I. مثبطاتإزالة بلمرةالتيوبيولين
باكليتاكسيل، تشمل باكليتاكسيل، إيبوثيلون، دوسيتاكسيل، ديسكديرموليد، إلخ.

### II. مثبطاتبلمرةالتيوبيولين

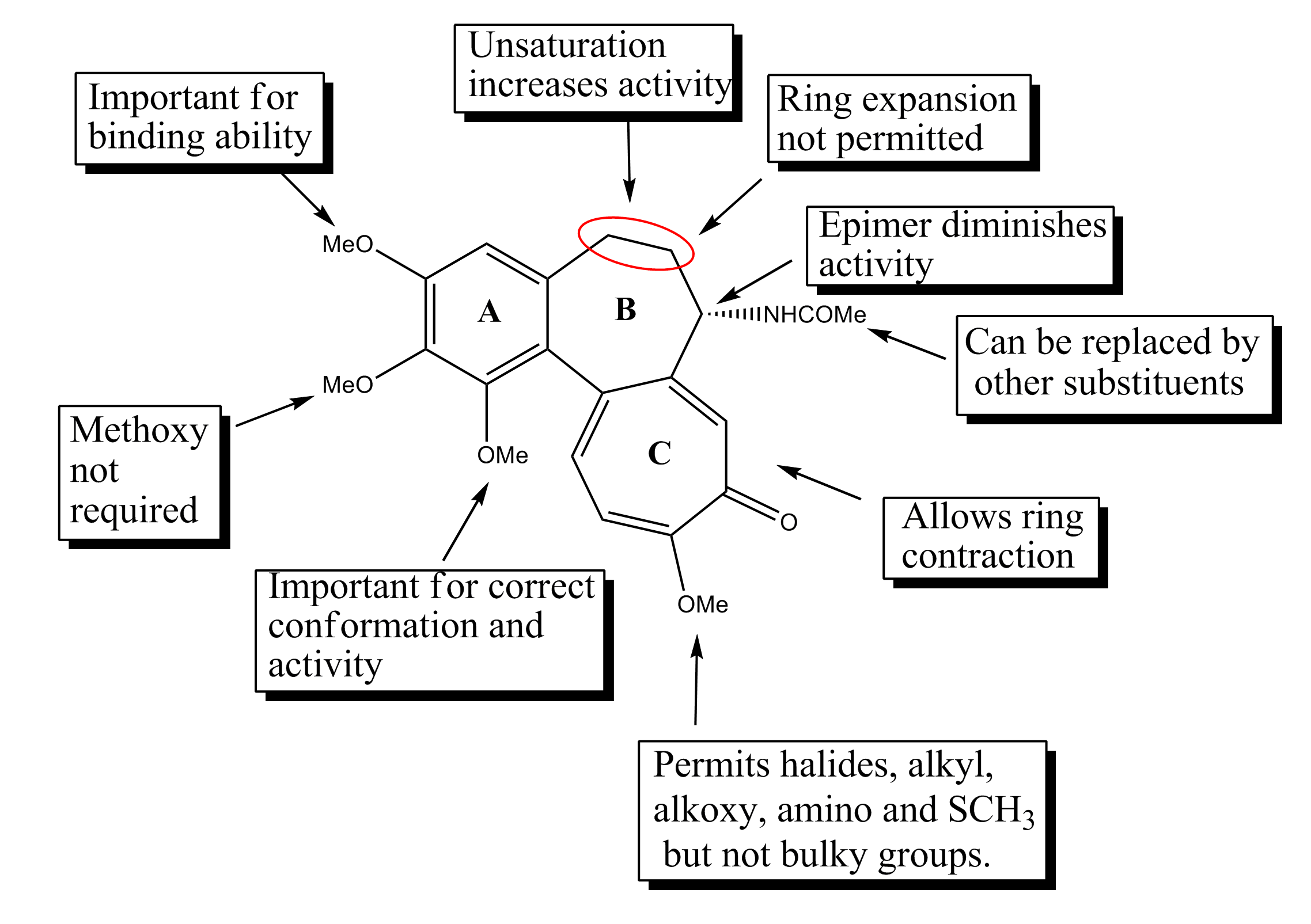
العلاقة بين تركيب المركب ووظيفته في نظائر الكولشيسين.

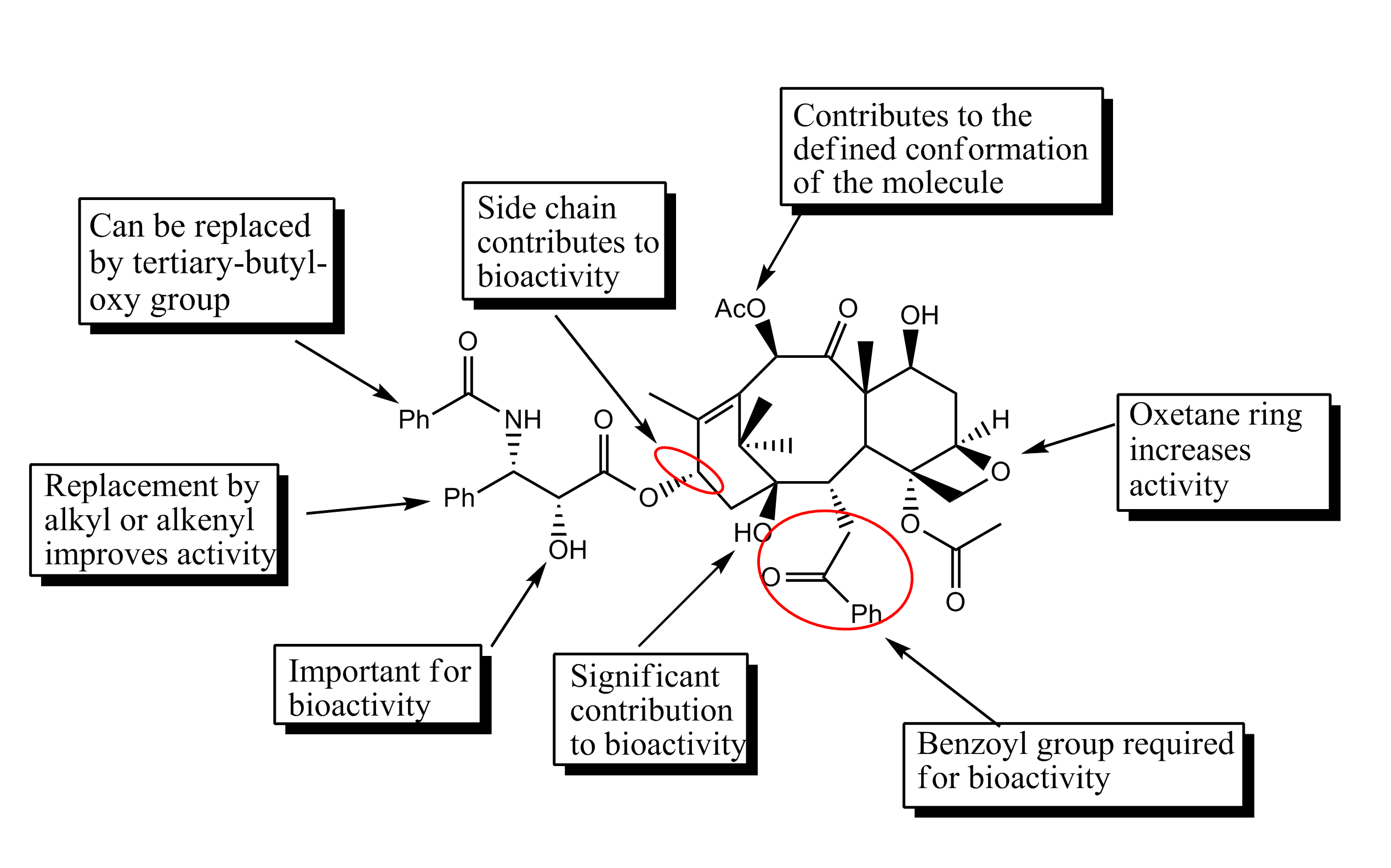
العلاقة بين تركيب المركب ووظيفته في نظائر الباليتاكسيل.

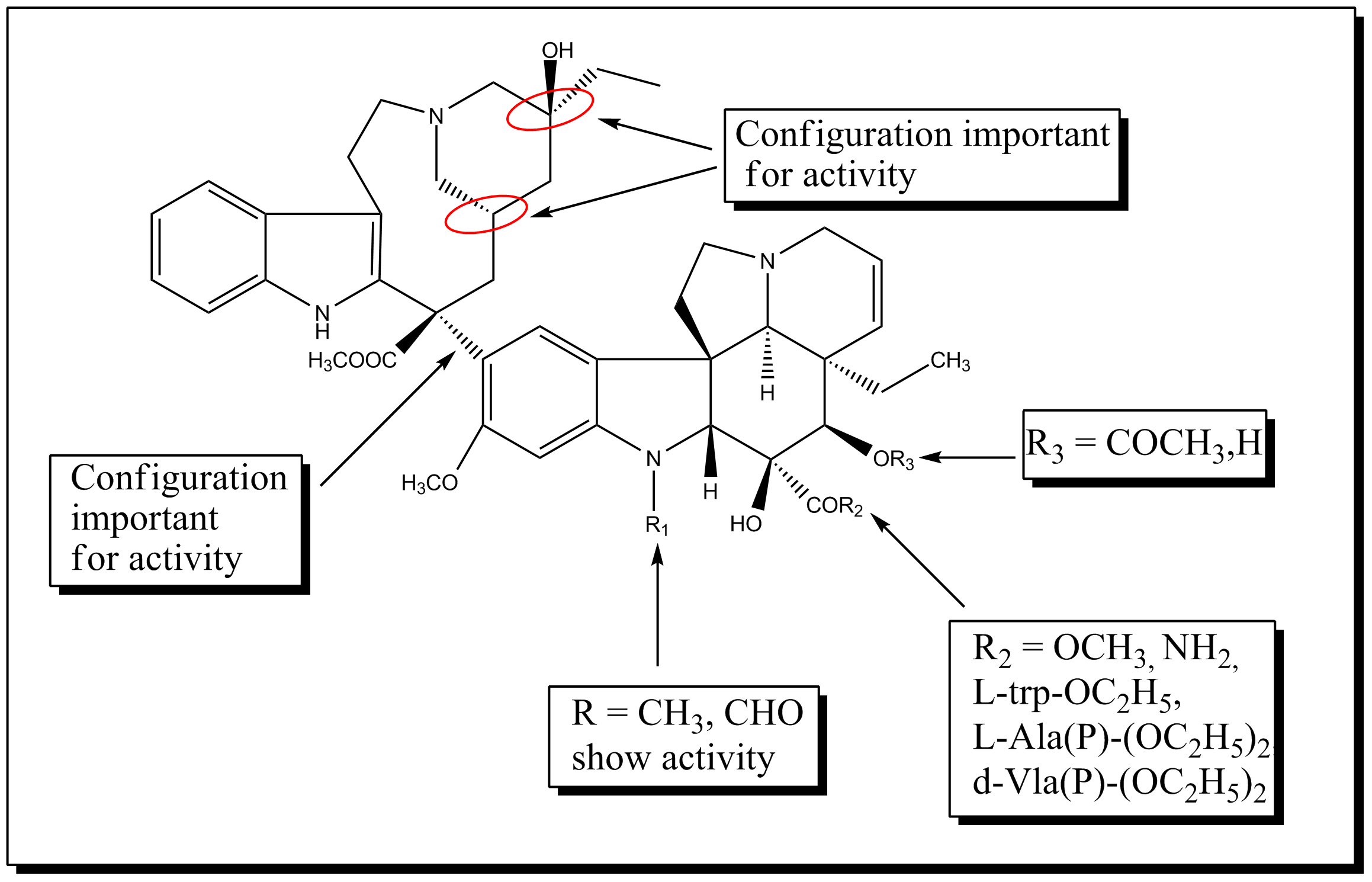
العلاقة بين تركيب المركب ووظيفته في نظائر الفينبلاستين.

موقع ارتباط أدوية مختلفة على بروتين التيوبيولين.
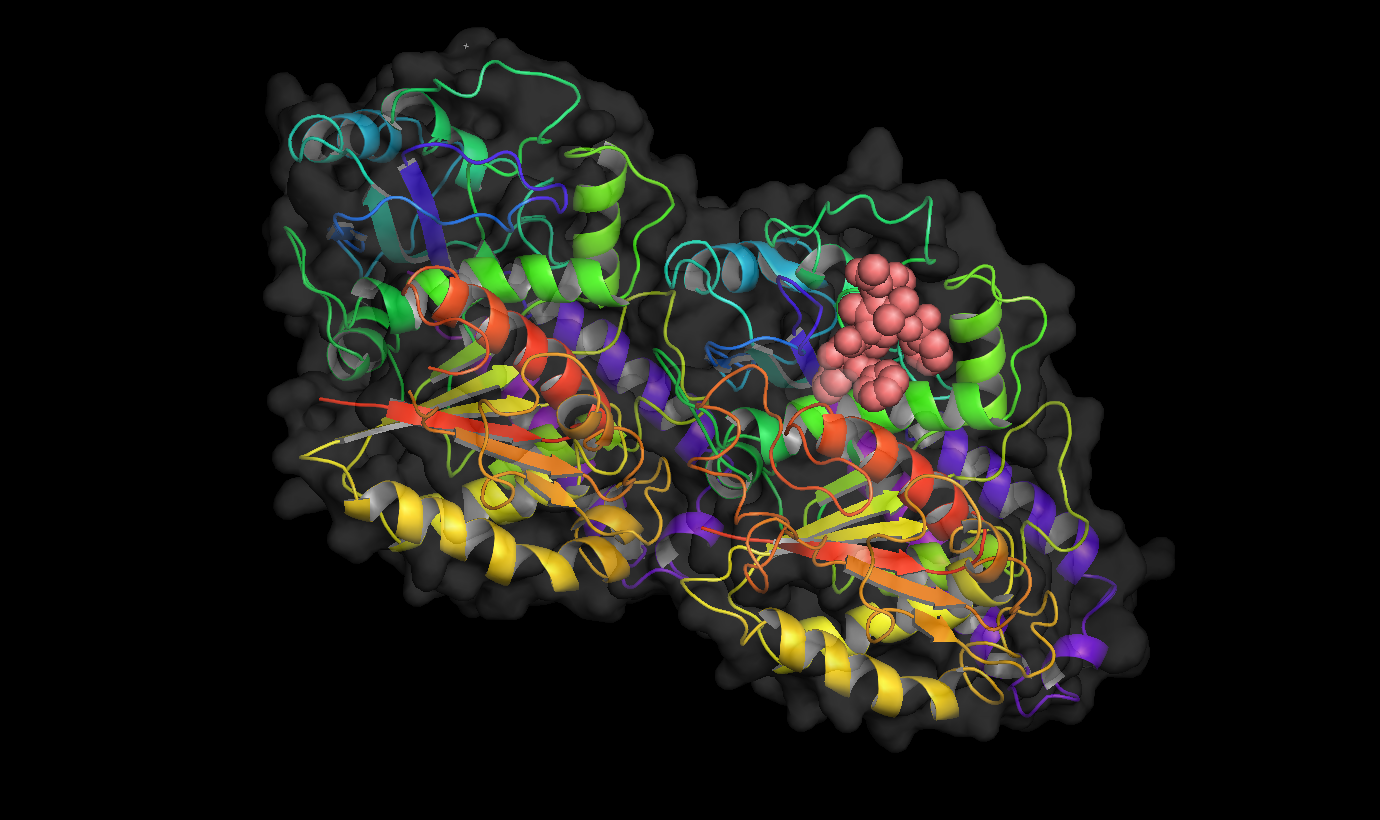
تاكسول مرتبط ببروتين التيوبيولين.
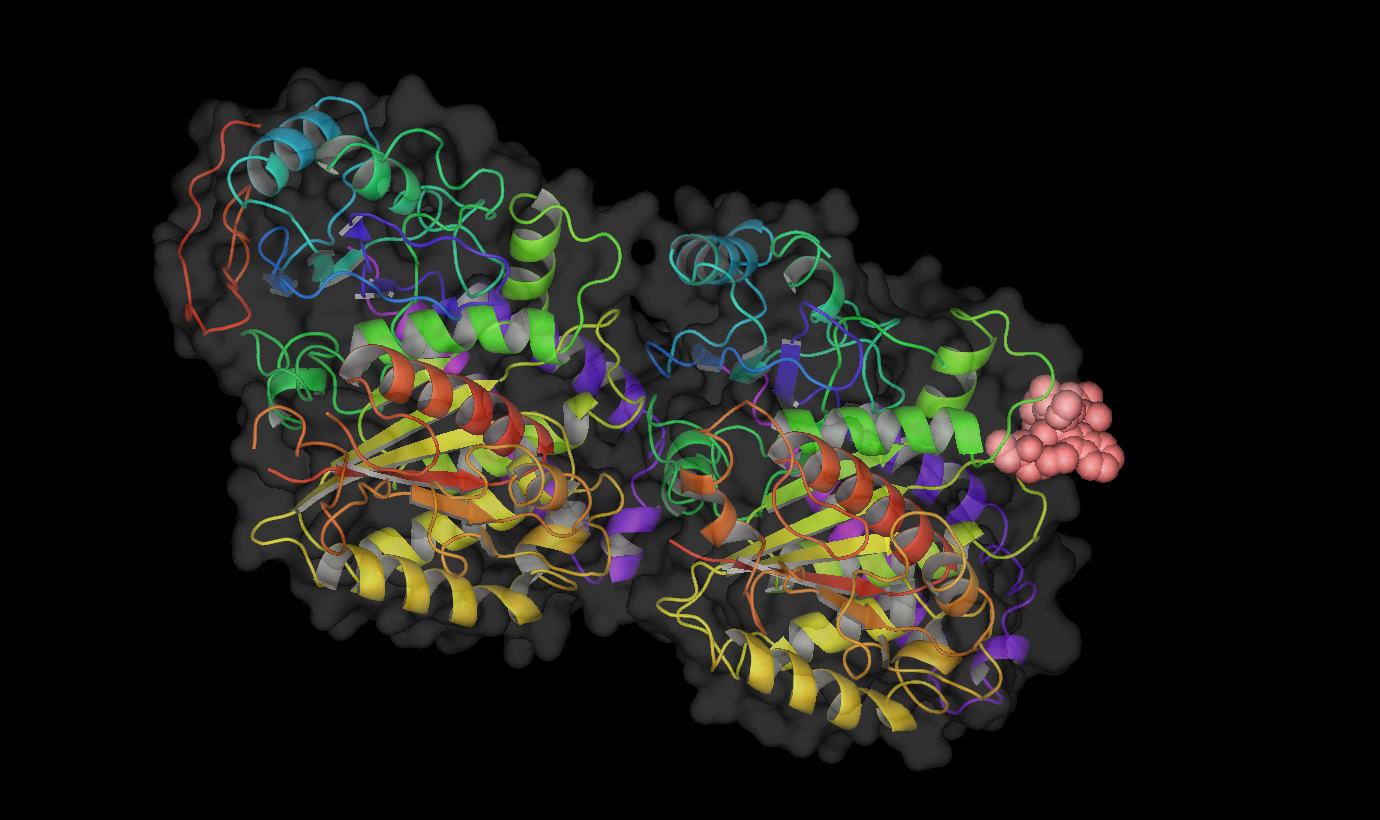
فينبلاستين مرتبط ببروتين التيوبيولين.
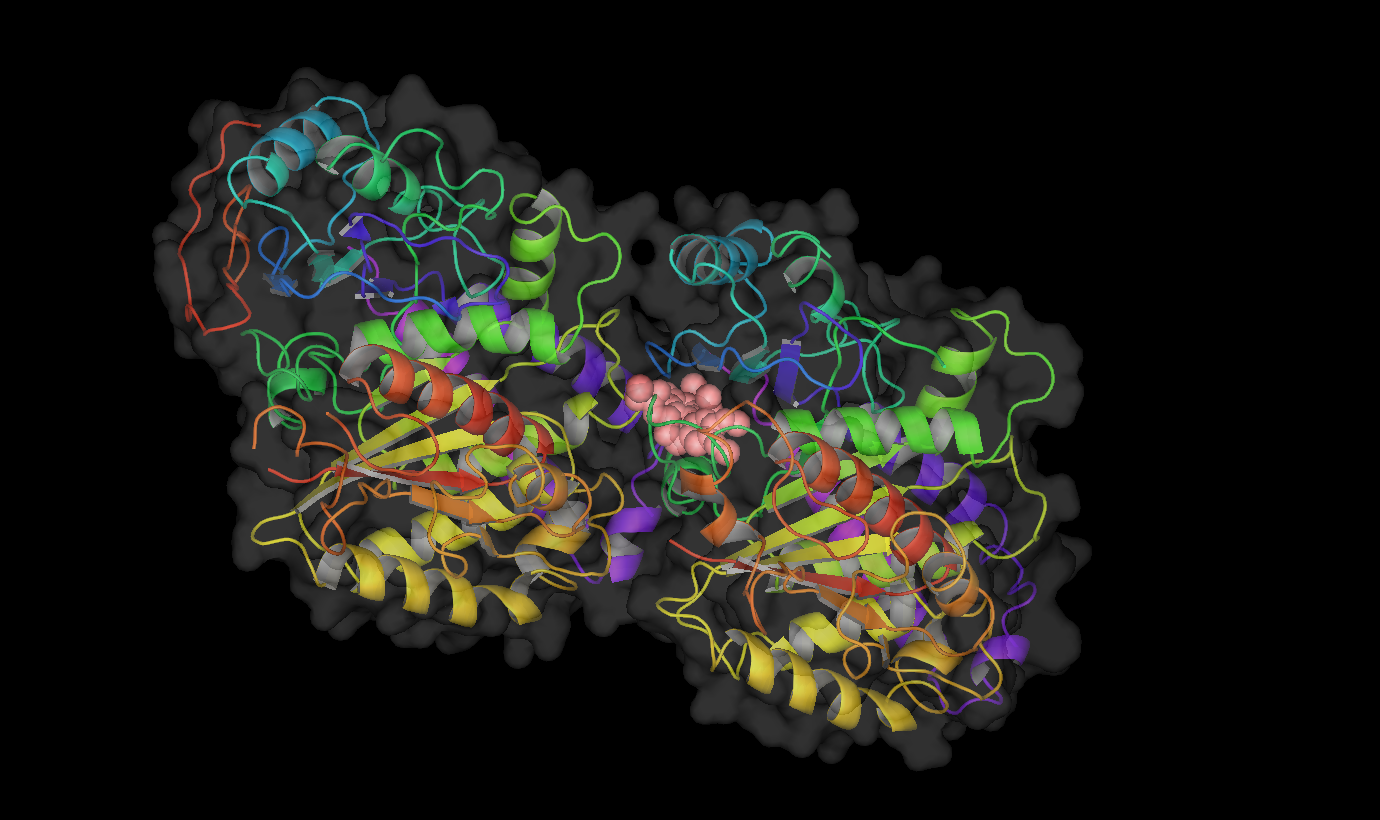
كلولشيسين مرتبط ببروتين التيوبيولين.

| فئات مثبطات التيوبيولين | نطاق الارتباط    | الأدوية ذات الصلة أو النظائر. | الاستخدامات العلاجية                                                          | مرحلة التطوير السريري                                                                                        |
| ----------------------- | ---------------- | ----------------------------- | ----------------------------------------------------------------------------- | --- |
| مثبطات البلمرة          | نطاق العناقية.   | فينبلاستين                    | مرض هودجكن، سرطان الخلايا الجنسية الخصيوي.                                    | في الاستخدام السريري 22 تجربة مركبة قيد التنفيذ                                                              |
| مثبطات البلمرة          | نطاق العناقية.   | فينكريستين                    | اللوكيميا والأورام اللمفاوية.                                                 | في الاستخدام السريري 108 تجربة مركبة قيد التنفيذ                                                             |
| مثبطات البلمرة          | نطاق العناقية.   | فينورلبين                     | الأورام الصلبة والأورام اللمفاوية وسرطان الرئة.                               | في الاستخدام السريري 29 تجربة سريرية من المرحلة الأولى إلى الثالثة قيد التنفيذ (فردية ومجتمعة)               |
| مثبطات البلمرة          | نطاق العناقية.   | فينفلونين                     | المثانة، سرطان الرئة ذو الخلايا غير الصغيرة، سرطان الثدي.                     | المرحلة الثالثة                                                                                              |
| مثبطات البلمرة          | نطاق العناقية.   | كريتوفيسين 52                 | الأورام الصلبة.                                                               | انتهت المرحلة الثالثة                                                                                        |
| مثبطات البلمرة          | نطاق العناقية.   | هاليكوندرين                   | -                                                                             | المرحلة الاولى                                                                                               |
| مثبطات البلمرة          | نطاق العناقية.   | دولاستاتين                    | عامل محتمل يستهدف الأوعية الدموية.                                            | المرحلة الاولى؛ اكتملت المرحلة الثانية                                                                       |
| مثبطات البلمرة          | نطاق العناقية.   | هيميسترلينز                   | -                                                                             | المرحلة الاولى                                                                                               |
| مثبطات البلمرة          | نطاق الكولشيسين. | كولشيسين                      | الأمراض غير الورمية (النقرس، حمى البحر الأبيض المتوسط العائلية )              | تمت الموافقة عليها في عام 2009 من قبل FDA بموجب مبادرة الأدوية غير المعتمدة                                  |
| مثبطات البلمرة          | نطاق الكولشيسين. | كومبريتستاتين                 | عامل محتمل يستهدف الأوعية الدموية.                                            | المرحلة الاولى                                                                                               |
| مثبطات البلمرة          | نطاق الكولشيسين. | 2-ميثوكسيستراديول             | -                                                                             | المرحلة الاولى                                                                                               |
| مثبطات البلمرة          | نطاق الكولشيسين. | E7010                         | الأورام الصلبة.                                                               | المرحلة الأولى والثانية                                                                                      |
| مثبطات إزالة البلمرة    | نطاق التاكسين.   | باكليتاكسيل (تاكسول)          | أورام المبيض والثدي والرئة وساركوما كابوزي. تجارب مع العديد من الأورام الأخرى | في الاستخدام السريري 207 تجارب المرحلة الأولى والثالثة في الولايات المتحدة ؛ TL00139 في تجارب المرحلة الأولى |
| مثبطات إزالة البلمرة    | نطاق التاكسين.   | دوسيتاكسيل (تاكسوتير)         | أورام البروستاتا والدماغ والرئة                                               | 8 تجارب في الولايات المتحدة (المراحل الأولى والثالثة)                                                        |
| مثبطات إزالة البلمرة    | نطاق التاكسين.   | إيبوثيلون                     | الأورام المقاومة للباكليتاكسيل.                                               | المراحل من الأول إلى الثالث                                                                                  |
| مثبطات إزالة البلمرة    | نطاق التاكسين.   | ديسوديرموليد                  | -                                                                             | المرحلة الاولى                                                                                               |

| مثبطات التيوبيولين | مثبطات التيوبيولين | مثبطات التيوبيولين | مثبطات التيوبيولين |
| ------------------ | ------------------ | ------------------ | ------------------ |
| نظاق العناقية.     |                    |                    |                    |
| فينبلاستين         | فينكريستين         | فينورلبين          |                    |
|                    |                    |                    |                    |
| فينفلونين          | كريبتوفيسين 52     | هاليكوندرين ب      |                    |
|                    |                    |                    |                    |
| دولاستاتين 10      | دولاستاتين 15      | هيميسترلين أ       |                    |
|                    |                    |                    |                    |
| هيميسترلين ب       |                    |                    |                    |
| نطاق الكولشيسين.   |                    |                    |                    |
| كولشيسين           | كومبريتاستاتين     | E7010              |                    |
|                    |                    |                    |                    |
| 2-ميثوكسيستراديول  |                    |                    |                    |
| نظاق التاكسين.     |                    |                    |                    |
| دوسيتاكسيل         | باكليتاكسيل        | إيبوثيلون أ        |                    |
|                    |                    |                    |                    |
| Epothilone ب       | ديسوديرموليد       |                    |                    |

## المحدودية

### الآثار الجانبية
اعتلال الأعصاب المحيطية الناجم عن العلاج الكيميائي، تنميل أو مذل متدرج ودائم، وخز دائم، ألم شديد، وحساسية مفرطة للبرد، تبدأ في اليدين والقدمين وأحيانًا تشمل الذراعين والساقين.
يمكن أن تشمل الآثار الجانبية الأخرى ما يلي:غثيان، تقيؤ، إسهال، إمساك، تغلف معوي شللي، احتباس بولي، بالإضافة إلى:[بحاجة لمصدر]
1. كبت نقي العظم
2. التهاب الفم ( تقرح في الشفتين واللسان وتجويف الفم).
3. تفاعلات فرط الحساسية - احمرار ، تفاعلات جلدية موضعية، طفح جلدي مع أو بدون حكة، ضيق في الصدر، آلام الظهر، ضيق التنفس، حمى دوائية، أو قشعريرة حادة (النفضان).
4. التأثيرات العضلية الهيكلية - ألم مفصلي و / أو ألم عضلي.
5. ضعف شديد.
6. انخفاض ضغط الدم.
7. داء الثعلبة.
8. السمية العصبية.

تعد مقاومة الأدوية المتعددة أيضاً من أهم وأعقد الصعوبات التي تتعلق بالعلاج المضاد للسرطان.